# Onze-Lieve-Vrouw Onbevlekt Ontvangenkerk (Terkoest)

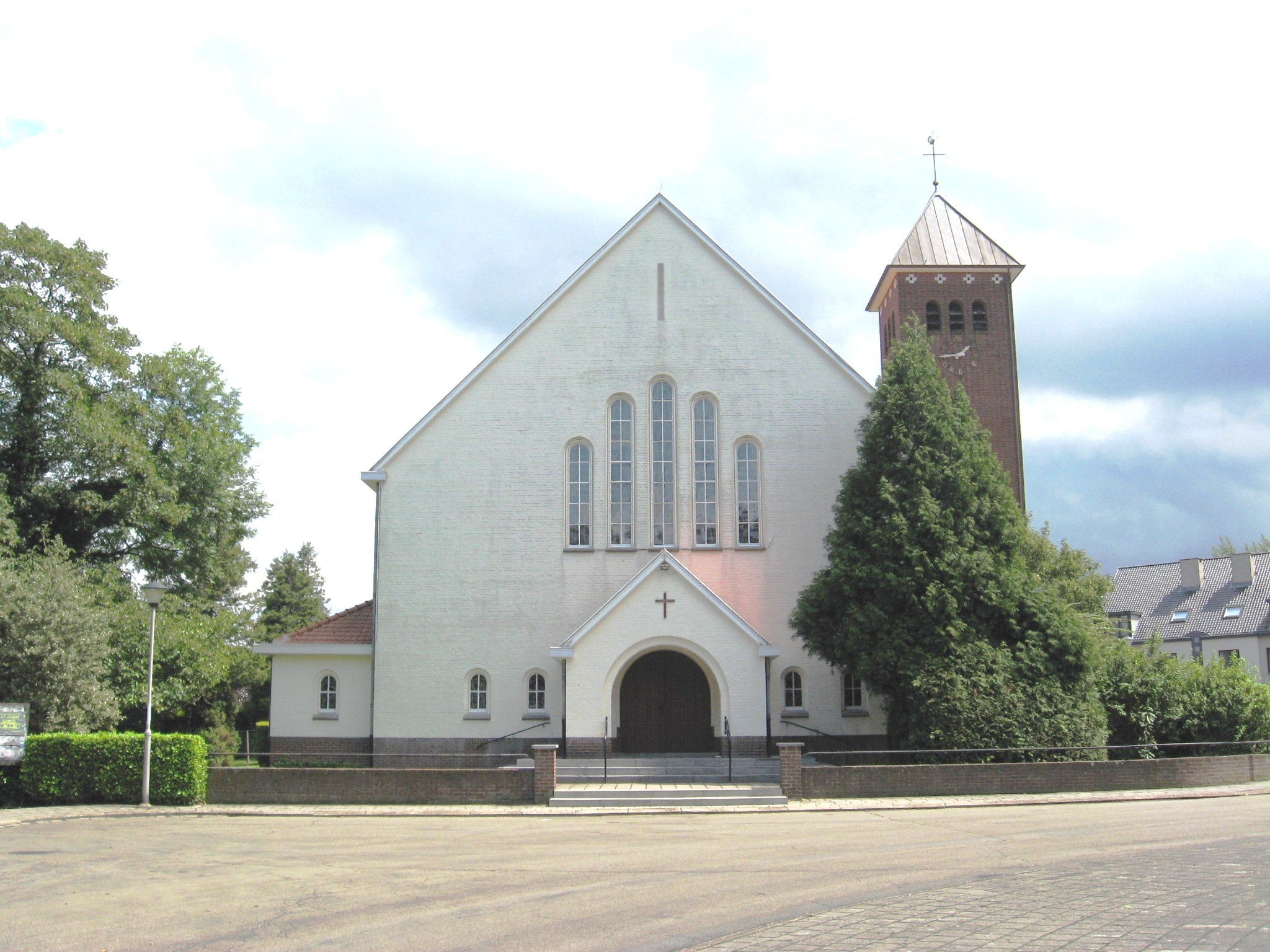
Onze-Lieve-Vrouw Onbevlekt Ontvangenkerk

De Onze-Lieve-Vrouw Onbevlekt Ontvangenkerk is een kerkgebouw in Terkoest, een kerkdorp van de gemeente Alken.
De bewoners van Terkoest, vanaf 1951 een zelfstandige parochie, kerkten aanvankelijk in de kapel van het Kasteel d'Erckenteel. In 1960 werd een nieuwe kerk gebouwd.
Het is een opvallend, witgeschilderd gebouw onder zadeldak. Architect was G. Daniëls. De vrijstaande toren, evenals de kerk uit baksteen opgetrokken, is niet witgeschilderd. Deze vierkante toren wordt gedekt door een tentdak.
De kerk, met een vooruitspringend portaal, wordt gedekt door een zadeldak. In het interieur vindt men echter een breed tongewelf. Het koor, dat een rond glas-in-loodvenster bevat, wordt ook gesierd door een modernistisch schilderstuk over de gehele breedte van het koor.
Ook het interieur van de kerk is witgeschilderd.